# Pedro Aguirre Cerda (president)
Pedro Aguirre Cerda (Pocuro, 6 februari 1879 - Santiago, 25 november 1941) was een Chileens staatsman. Hij was van 24 december 1938 tot zijn dood op 25 november 1941 president van Chili.

## Biografie
Hij werd geboren in Pocuro, een klein plaatsje nabij Los Andes. Zijn ouders waren van bescheiden afkomst en bezaten een kleine boerderij. Zijn voorouders kwamen uit Spaans Baskenland. Het gezin telde in totaal elf kinderen. Toen Pedro pas acht jaar was, overleed zijn vader. Naast de opvoeding van de kinderen, hield de moeder ook de boerderij draaiende.
Aguirre volgde een opleiding tot leerkracht Spaans aan het Pedagogisch Instituut van de Universiteit van Chili en studeerde daarnaast ook rechten aan dezelfde universiteit. Om zijn studie te betalen, gaf hij in zijn vrije tijd les aan avondscholen. Hij promoveerde in 1900. Van 1910 tot 1914 studeerde hij sociale- en politieke wetenschappen met een studiebeurs aan de Sorbonne in Parijs. Nadien was hij als docent verbonden aan het Instituto Nacional en de militaire academie. Daarnaast was hij voorzitter van het Nationaal Genootschap van Leerkrachten.
Pedro Aguirre sloot zich aan bij de Partido Radical (Radicale Partij) en was lid van de Kamer van Afgevaardigden (1915-1921). Onder president Juan Luis Sanfuentes was hij enkele maanden minister van Justitie en Onderwijs (1918). Van 1920 tot 1921 was hij minister van Binnenlandse Zaken onder de hervormingsgezinde president Arturo Alessandri Palma. In 1924 vervulde hij deze ministerspost nogmaals. Van 1921 tot 1924 was hij senator. Als gevolg van de militaire staatsgreep van september 1924, waarbij de regering ten val kwam, trad Aguirre als senator terug en ging in ballingschap in Europa. Hier schreef hij een boek over de agrarische kwestie (1929) en, na zijn terugkeer in Chili, de industriële problemen (1933).

### Presidentschap

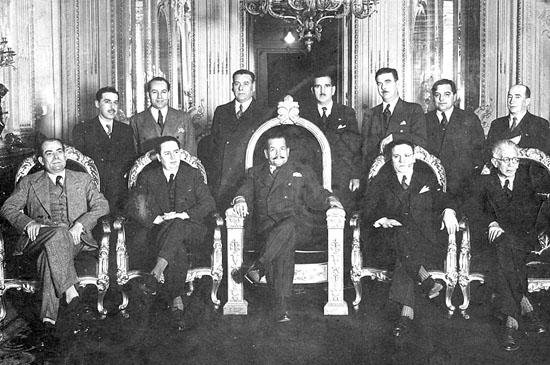
President Aguirre met zijn kabinet

In 1937 werd hij gekozen tot voorzitter van het Frente Popular, het Volksfront van centrumlinkse en linkse politieke partijen en maatschappelijk organisaties, waartoe ook Aguirre's eigen radicale partij behoorde. In 1938 werd hij de officiële kandidaat voor het presidentschap namens het Volksfront. Hij nam bij de presidentsverkiezingen van dat jaar op tegen Gustavo Ross Santa María, de beoogd opvolger van de zittende president Carlos Ibáñez del Campo. Op 25 oktober 1938 kreeg Aguirre 50,26% van de stemmen en won nipt de presidentsverkiezingen. Ross kreeg 49,33% van de stemmen.
Met Aguirre als president kreeg Chili voor het eerst in haar geschiedenis een links staatshoofd. Hij nationaliseerde enkele industrieën en vormde een aantal staatsbedrijven. Onder zijn bewind werd een grote onderwijshervorming ingezet.
Het linkse beleid van de president bracht een aantal militairen onder leiding van de vroegere dictator Ibáñez ertoe om op 25 augustus 1939 een mislukte greep naar de macht te doen. Ibáñez en zijn medestanders wisten naar de ambassade van Paraguay te ontkomen en ontliepen zo arrestatie.
In 1940 openbaarden zich de eerste de eerste symptomen van tuberculose van president Aguirre. In de loop van 1941 verslechterde de gezondheidssituatie van de president snel. Hij benoemde zijn minister van Binnenlandse Zaken, Jerónimo Méndez tot zijn vicepresident. Kort daarop overleed Aguirre op 25 november 1941, op 62-jarige leeftijd. De vicepresident schreef daarop presidentsverkiezingen uit voor februari 1942. Tot zijn opvolger werd Juan Antonio Ríos gekozen.

## Privé

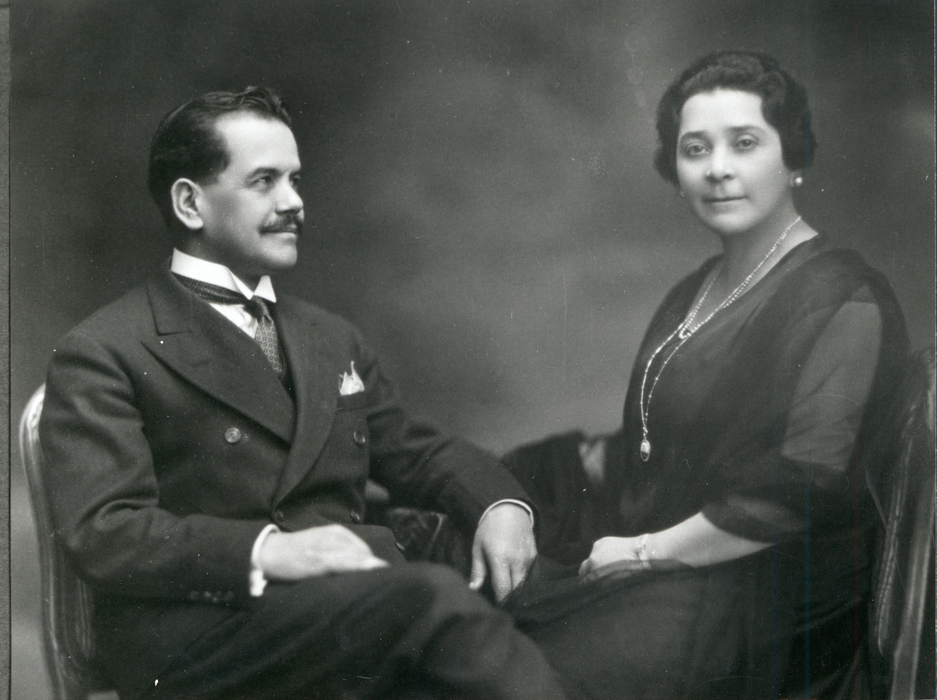
Pedro Aguirre Cerda en Juana Rosa Aguirre Luco

Hij was sinds 1916 getrouwd met zijn nicht Juana Rosa Aguirre Luco (1877-1963). Zij was de dochter van een populaire parlementariër en een vroom katholiek. Zij trad tijdens het presidentschap van haar man op de voorgrond met allerlei maatschappelijke projecten voor de minderbedeelde medemens. Na het overlijden van haar man zette zij zich in voor diens nalatenschap. Hun huwelijk bleef kinderloos.
Pedro Aguirre Cerda was sinds 1906 een prominent vrijmetselaar.